# Chacoma (La Paz)
Chacoma ist eine Ortschaft im Departamento La Paz im südamerikanischen Anden-Staat Bolivien.

## Lage im Nahraum
Chacoma ist zentraler Ort des Cantón Chacoma und liegt im Municipio Patacamaya in der Provinz Aroma. Chacoma ist eine Streusiedlung und liegt auf einer Höhe von 3961 m am Rande des Höhenzuges der Serranía de Sicasica, der sich östlich des Ortes in Nord-Süd-Richtung erstreckt.

## Geographie
Chacoma liegt am Ostrand der bolivianischen Hochebene zwischen den Anden-Gebirgsketten der Cordillera Occidental im Westen und der Cordillera Central im Osten. Das Klima der Region ist ein typisches Tageszeitenklima, bei dem die Schwankungen der mittleren Tagestemperaturen deutlicher ausfallen als die Temperaturschwankungen zwischen den Jahreszeiten.
Die Jahresdurchschnittstemperatur der Region liegt bei etwa 7 °C, die Monatswerte schwanken nur unwesentlich zwischen 4 °C im Juni/Juli und 9 °C im November/Dezember (siehe Klimadiagramm Patacamaya). Der Jahresniederschlag beträgt 460 mm, die Monatsniederschläge liegen zwischen unter 10 mm von Mai bis August und bei 110 mm im Januar.

## Verkehrsnetz
Chacoma liegt in einer Entfernung von 108 Straßenkilometern südöstlich von La Paz, der Hauptstadt des Departamentos.
Von La Paz aus führt die asphaltierte Nationalstraße Ruta 2 in westlicher Richtung nach El Alto, von dort neunzig Kilometer nach Süden die Ruta 1 über Calamarca bis Patacamaya und weiter über Caracollo nach Oruro. In Patacamaya zweigt eine unbefestigte Nebenstraße in nordöstlicher Richtung zu der fünf Kilometer entfernten Ortschaft Chacoma ab und führt dann weiter nach Norden nach Chiarumani.

## Bevölkerung
Die Einwohnerzahl des Ortes ist in den vergangenen beiden Jahrzehnten auf die Hälfte zurückgegangen:
| Jahr | Einwohner | Quelle       |
| ---- | --------- | ------------ |
| 1992 | 662       | Volkszählung |
| 2001 | 572       | Volkszählung |
| 2013 | 322       | Volkszählung |
| 2024 |           | Volkszählung |

Die Region weist einen hohen Anteil an Aymara-Bevölkerung auf, im Municipio Patacamaya sprechen 83,2 Prozent der Bevölkerung Aymara.